# أوسكار فون ميلر
أوسكار فون ميلر (بالألمانية: Oskar von Miller)‏ هو مهندس ألماني، ولد في 7 مايو 1855 في ميونخ في ألمانيا، وتوفي بنفس المكان في 9 أبريل 1934 بسبب نوبة قلبية.

## وصلات خارجية
- أوسكار فون ميلر على موقع الموسوعة البريطانية (الإنجليزية)